# Ralph Meeker
Ralph Meeker (Minneapolis, Minnesota, 21 de novembre del 1920 − Woodland Hills, Los Angeles, Califòrnia, 5 d'agost del 1988) va ser un actor estatunidenc més conegut per protagonitzar Picnic, producció de Broadway del 1953, i Un petó mortal, pel·lícula de cinema negre del 1953.

## Filmografia[2]

### Cinema
| Any  | Títol                                          | Paper                        |
| ---- | ---------------------------------------------- | ---------------------------- |
| 1952 | Glory Alley                                    | Socks Barbarrosa             |
| 1953 | Colorado Jim (The Naked Spur)                  | Roy Anderson                 |
| 1953 | Jeopardy                                       | Lawson                       |
| 1953 | Un petó mortal (Kiss Me Deadly)                | Mike Hammer                  |
| 1955 | Big House, U.S.A.                              | Jerry Barker                 |
| 1957 | Camins de glòria (Paths of Glory)              | Cpl. Philippe Paris          |
| 1961 | Something Wild                                 | Mike                         |
| 1961 | Ada                                            | Coronel Yancey               |
| 1967 | Els dotze del patíbul (The Dirty Dozen)        | Capt. Stuart Kinder          |
| 1967 | The St. Valentine's Day Massacre               | George Clarence 'Bugs' Moran |
| 1967 | Gentle Giant                                   | Fog Hanson                   |
| 1968 | The Detective                                  | Curran                       |
| 1970 | I Walk the Line                                | Carl McCain                  |
| 1971 | Gran robatori a Manhattan (The Anderson Tapes) | Delaney                      |
| 1975 | Brannigan                                      | Capt. Moretti                |
| 1978 | The Alpha Incident                             | Charlie                      |
| 1979 | L'hivern assassí (Winter Kills)                | Gameboy Baker                |
| 1980 | Without Warning                                | Dave                         |